# برونوين واتسون
برونوين واتسون (بالإنجليزية: Bronwen Watson)‏ هي مجدفة أسترالية، ولدت في 23 فبراير 1977 في Milton, New South Wales ‏ في أستراليا.

## وصلات خارجية
- برونوين واتسون على موقع الاتحاد الدولي للتجديف (الإنجليزية)
- برونوين واتسون على موقع اللجنة الأولمبية الدولية (الإنجليزية)
- برونوين واتسون على موقع أوليمبيديا (الإنجليزية)
- برونوين واتسون على موقع اللجنة الأولمبية الأسترالية (الإنجليزية)